# Giovanni Giorgio Linati
Giovanni Linati (Parma, 24 aprile 1563 – Piacenza, 3 aprile 1627) è stato un vescovo cattolico italiano.

## Biografia
Nacque a Parma da Pietro e dalla contessa Emilia Galimberti. Il padre era medico e dottore in filosofia al servizio della casa Farnese.
Il giovane Giovanni Giorgio Linati fece studi classici e a 24 anni divenne dottore in legge entrando anch'egli al servizio della famiglia Farnese come gentiluomo di corte.
Consigliere del duca Ranuccio I Farnese, fu nominato in vari incarichi: podestà di Monticelli, fiscale a Novara, governatore di Castellammare e podestà di Borgotaro. A seguito della vocazione al sacerdozio rinunciò agli incarichi e venne ordinato presbitero diventando priore di San Lazzaro a Parma.
Su proposta del duca Ranuccio I Farnese, nel 1600 papa Clemente VIII lo nominò abate dell'abbazia di Sant'Antonio di Parma, quindi venne creato pro-vicario apostolico, poi vicario generale, quindi vicario capitolare della diocesi di Parma sempre con il vescovo Ferdinando Farnese.
Alla morte del vescovo Ferdinando Farnese, il 30 agosto 1606, gli succedette Papirio Picedi che era stato il primo vescovo della vicina diocesi di Borgo San Donnino, lasciandola vacante, quindi papa Paolo V nominò Giovanni Linati a subentrargli come vescovo di Borgo San Donnino. Venne consacrato a Roma il 13 dicembre 1606 dal cardinale Carlo Conti, prese possesso della diocesi il 24 dicembre ed entrò privatamente in città, distribuendo ai poveri i soldi ricevuti per la solenne cerimonia d'ingresso.
Durante il suo episcopato celebrò un sinodo diocesano il 14 e 15 ottobre 1608 e un altro il 13 e 14 ottobre 1615. Il 13 gennaio 1620 venne nominato vescovo di Piacenza dove entrò l'8 febbraio, di notte, senza nessun seguito.
La sua attività episcopale fu molto fruttuosa. Nel 1620 autorizzò i frati del Terz'ordine regolare di San Francesco a costruire un convento e una chiesa dedicata alla Madonna di Loreto. Nel 1622 celebrò il sinodo diocesano. Contribuì personalmente alle spese per i lavori di decorazione della cupola della cattedrale di Piacenza, opera del pittore Giovanni Francesco Barbieri detto il Guercino.
Morì 3 aprile 1627 a causa di una sincope e la salma fu inumata in cattedrale.

## Genealogia episcopale
La genealogia episcopale è:
- Cardinale Girolamo Verallo
- Papa Urbano VII
- Cardinale Carlo Conti
- Vescovo Giovanni Giorgio Linati